# Locomotiva prussiana G 4.1
Le locomotive prussiana G 4.1 erano locomotive a vapore con tender a vapore saturo, di rodiggio 0-3-0, a semplice espansione, per treni merci delle ferrovie della Prussia.

## Storia
In seguito alla sconfitta della Germania nella prima guerra mondiale molte locomotive furono destinate a risarcimento danni bellici. All'Italia dopo il 1919, ne giunsero quattro unità che vennero immatricolate come FS 272.001-004.
Nel 1923 la Deutsche Reichsbahn incorporò 92 locomotive come DR 53 7601-7692. Già nel 1925 però ne erano rimaste in carico solo le 53 7601-7617. Anche queste tuttavia furono accantonate entro il 1930.
La ferrovia Lubecca-Büchen (LBE) aveva acquisito due locomotive costruite nel 1892 e 1893 classificandole però diversamente come G 3; anche queste vennero accantonate entro il 1923.

## Caratteristiche
Le locomotive erano costruite sullo stesso progetto delle G 3 a cui erano state apportate alcune modifiche di irrobustimento del telaio e della caldaia a vapore saturo, con pressione di esercizio aumentata a 12 bar. Il motore era a 2 cilindri a semplice espansione con distribuzione interna al telaio tipo Allan. Uguali alle G 3 erano sia il forno con superficie di griglia di 1,53 m² che la superficie tubiera, di 116 m². Il carro della macchina poggiava su tre assi accoppiati da una biella. Il moto veniva trasmesso mediante biella motrice sull'asse centrale dal quale, tramite una biella di accoppiamento, la coppia motrice veniva applicata a tutti gli assi; il rodiggio era "dissimmetrico" in quanto il primo asse distava 2.000 mm dal secondo che, a sua volta, era distanziato di 1.400 mm. Per migliorare l'inscrizione in curva e ridurre l'effetto del passo rigido della locomotiva questa aveva il bordino dell'asse centrale di spessore ridotto rispetto agli altri due. La velocità massima raggiungibile era di 45 km/h. Tutte le locomotive erano equipaggiate con il tender prussiano a tre assi, 3 T 10.5.